# Gunnm (OVA)
Gunnm (銃夢 Ganmu, súng mộng) là hai tập OVA dựa trên bộ manga cùng tên của Yukito Kishiro. OVA này bao gồm hai tập phim: Rusty Angel và Tears Sign. Cả hai tương ứng với tập 1, tập 2 từ manga nhưng được thêm vào một số chi tiết khác. Theo Kishiro, chỉ có hai tập phim được lên kế hoạch sản xuất. Vào lúc đó, ông quá bận rộn với việc sáng tác manga để giám sát tiến trình sản xuất anime, và ông không có ý định hồi sinh chuyển thể anime của Gunnm.

## Cốt truyện

### Rusty Angel
Khi đang tìm nhặt đống phế liệu tại bãi rác Zalem cho công việc nghiên cứu, tiến sĩ Daisuke Ido tình cờ thấy xác của một nữ người máy vẫn còn sống. Ido đưa cô người máy về nhà và quyết định khôi phục nó, chuyển cô vào một cơ thể người máy mới.
Sau đó, người máy mà Ido đã sửa lại, được gọi là "Gally" ("Alita" trong bản dịch tiếng Anh), bắt đầu để ý đến Yugo (Hugo), một cậu bé có vai trò thực hiện công việc bảo trì cánh quạt. Sau khi Ido trở về nhà vào buổi tối, Gally nhận thấy cánh tay bị thương của ông, Ido giải thích rằng đó là do ông bất cẩn. Sau khi ông giới thiệu bản thân với Yugo, Yugo cùng Gally sau đó ra khỏi nhà và hai người đã rời đi ngay khi Chiren đến.
Yugo và Gally cố gắng trèo lên mái nhà của một nhà máy bị bỏ hoang, nhưng cả hai không may bị ngã. Theo bản năng, Gally đã kịp thời bắt lấy Yugo và tiếp đất an toàn. Trên mái nhà, họ chiêm ngưỡng Zalem khi Yugo nói về việc cậu muốn lên đó. Cô càng quan tâm đến Yugo, nhưng nỗi ám ảnh của Yugo với Zalem khiến cậu vẫn bất an về việc quyết định lên đó.
Chiren (trong bản OVA này không phải là vợ Ido) nói cô cũng bị ám ảnh bởi việc trở lại Zalem, Chiren đưa ra quan điểm về Thành phố Sắt và khẳng định cuộc sống của Ido tại nơi rác này là lãng phí. Ido cảnh báo cô không được tham gia với The Factory, và ông cũng không hề hối hận về những gì đã xảy ra ở Zalem.
Một đêm, Gally bị đánh thức và biết được Ido đã đi ra ngoài. Do sự tò mò, cô quyết định đi theo ông. Khi thấy một cô gái đang lang thang, hai tên tội phạm Rasha và Grewcica xuất hiện và mong muốn lấy não của cô gái này. Trước khi hai tên này hành động, Ido đã xuất hiện và tấn công Rasha bằng một cây búa, cắt đứt cánh tay trái của hắn, nhưng Ido bị đâm lại vào vai. Gally sau đó đến kết liễu Rasha. Grewcica tức giận vì cái chết của Rasha, hắn chiến đấu với Gally, trước đó cô cũng nhanh chóng làm đứt cánh tay phải của hắn và đá xuống vực. Ngạc nhiên vớu khả năng của Gally, Ido cũng nhận thấy sự hối hận của cô khi không thể sát hại Grewcica.
Ido đưa đầu của Rasha đến The Factory để nhận tiền thưởng, ông tiết lộ với Gally rằng ông là một chiến binh với vai trò săn tiền thưởng. Cô thấy có một nỗi giận thức tỉnh trong mình cô quyết định cũng trở thành một thợ săn, nhưng Ido từ chối, cô bỏ chạy đi.
Trong một căn hộ, Vector nói với Chiren rằng cô phải nâng cấp các đấu sĩ ơt đấu trường. Ngay sau đó, Grewcica đột nhiên xông vào phòng từ bên ngoài với tình trạng bị hỏng cầu xin sự giúp đỡ. Việc hắn nhắc đến Ido và Gally thu hút sự chú ý của Chiren.
Ngày hôm sau, Ido nhận ra cuộc sống của Gally là do cô tự quyết định, nhưng ông tự hỏi liệu cô thực sự muốn thành một chiến binh, ông nghi rằng điều này liên quan tới một số ký ức còn sót lại của cô. Gally trở lại The Factory và đăng ký thành một chiến binh, nhưng khi cô hỏi người ở đó về Zalem, câu trả lời duy nhất cô nhận được là "không", sau đó cô gặp được một con chó và nó đã thân với Gally ngay lần đầu. Trong khi đó, Chiren bắt đầu xây dựng và nâng cấp lại Grewcica để đánh bại Gally. Gally trở về nhà Ido, ông cũng đáp một cái gật đầu cho cô trở thành một chiến binh. Đêm đó, họ đi đến quán bar Kansas,trong khi ở nơi nào đó, Yugo đang cướp cột sống của một người máy.
Ngay sau khi đến Kansas, Gally và Ido bất ngờ gặp Grewcica trước lối vào, với bộ dạng mới và được nâng cấp, hắn sau đó sử dụng ngón tay là một máy cắt xé xác con chó từng mảnh. Không được sự giúp đỡ từ các chiến binh khác, Gally quyết đấu Grewcica. Chiren sau đó xuất hiện, tự hỏi ai trong số hai người máy sẽ thắng.
Khung cảnh chuyển sang đống rác Zalem, nơi mà cuộc chiến của Gally và Grewcica được theo dõi bởi Ido, Chiren và một chiến binh vô danh (Gime). Grewcica có lợi thế ban đầu, nhưng Gally có thể tránh được đòn tấn công của hẵn. Tốc độ vượt trội và kĩ năng tạo plasma, cô đã vô hiệu hóa được hai cánh tay của Grewcica trước khi chém hắn làm hai. Chiren điên lên và thừa nhận thất bại của mình, nhưng thề sẽ báo thù. Khi họ rời khỏi nơi đấu, Gally đảm bảo với Ido rằng cô sẽ vẫn là cô cho dù có thay đổi bao nhiêu.

### Tears Sign
Khi Yugo và Tanji chuẩn bị rời khỏi một con hẻm với cột sống của một người máy họ lấy đyợc, Vector, người Yugo làm việc cho, xuất hiện và giết chết người máy đó để loại anh ta làm nhân chứng, sau đó khuyên răn Yugo vì sự bất cẩn của anh.
Tại nơi Yugo ở, Gally chờ anh cùng với những người hàng xóm, họ đang hoài nghi về kế hoạch của Yugo để đến Zalem. Sau khi từ chối lời đề nghị của Vector về việc vận chuyển các hàng hóa lên Zalem, bao gồm các tài nguyên cũng được đóng, gửi tới Zalem thông qua các ống nhà máy, Yugo sau khi say vì uống rượu, bị Vector bỏ. Trong căn hộ, Yugo nói về giấc mơ của mình về Zalem với Gally. Để giúp anh ta ra ngoài, cô bắt tay vào một cuộc săn tiền thưởng nhờ tiêu diệt các tội phạm bị truy nã, kiếm được những túi tiền chip.
Sau đó, một khách hàng đã chấp nhận Yugo về lời đề nghị của anh cho công việc bôi trơn, nhưng hắn tiết lộ mình là Zapan, một thợ săn chiến binh cải trang thành khách, hắn dồn Yugo vào tường và làm tổn thương vai anh. Tanji sau đó đến tấn công Zapan, nhưng lại bị hắn giết chỉ trong một nhát chém. Yugo mang ra từ áo mình một chai lửa và ném vào Zapan, thiêu rụi hắn và nhanh chân chạy trốn, nhưng Zapan không hề hấn gì và biết sẽ sớm có tiền thưởng cho cái đầu Yugo
Vector, người đang ở cùng Chiren tại văn phòng, nhận được một cuộc gọi từ Yugo thông báo cho Vector về tình hình cấp bách này và bảo Yugo mang tiền của anh ta đến văn phòng cho Vector. Sau cuộc gọi, một bản tin phát sóng báo rằng Zahriki, nhà vô địch đấu trường đã bị hạ gục. Vector nói với Chiren đã đến lúc sửa lại Zahriki, nhưng Chiren phàn nàn rằng hiện giờ mọi nỗ lực của cô để sửa người máy dường như không có kết quả. Vector sau đó nhận thấy một tờ báo có hình Gally, nhận ra cô ngay lập tức. Chiren rất ngạc nhiên trước kế hoạch của Vector để Gally chiến đấu trong đấu trường. Anh giao cho Chiren nhiệm vụ theo dõi Gally với lời hứa sẽ gửi cô đến Zalem nếu cô thành công.
Bên ngoài The Factory, Ido rất ngạc nhiên khi Gally thu được cả túi tiền, cô nói mình không trở thành một chiến binh kiếm tiền, mà để tích tiền cho Yugo lên Zalem. Khi ông hỏi về cảm giác của Gally với Yugo trên đường về nhà, họ phát hiện ra bản tin thông báo Yugo bị truy nã với tiền thưởng được đặt. Gally lên đường tìm kiếm Yugo, Chiren trong chiếc xe của cô, đã đi theo cô Gally.
Tại nhà máy bỏ hoang mà cô cùng Yugo từng đến trước đó, Yugo nhận ra cậu còn thiếu 500.000 trong số 10 triệu chip mà anh cần để đưa cho Vector nhằm mục đích lên Zalem, Gally tìm thấy cậu ở đây. Cậu từ chối hủy bỏ giấc mơ đến Zalem. Cô bày tỏ tình yêu của mình với cậu, nhưng Yugo lại gạt đi.
Sau đó, Gally hỏi Yugo về vết sẹo trên cổ tay phải của cậu. Chiren cũng trốn ở đó nghe lén cuộc trò chuyện, Yugo tiết lộ cổ tay này là vật kỷ niệm của anh trai cậu, một kỹ sư The Factory, người đã lên kế hoạch bay đến Zalem bằng cách chế tạo một khinh khí cầu. Tuy nhiên, vợ anh đã phản bội anh ta anh đã bị giết bởi Gime, vào đêm chiếc khinh khí cầu bị đốt cháy. Gally  đồng cảm với chị dâu của Yugo và đề nghị giúp Yugo đến Zalem. Cuộc trò chuyện cũng thay đổi Chiren một chút.
Sau khi cơn bão dịu đi, Yugo đi ra ngoài. Nghe thấy anh ta đột nhiên hét lên, Gally chạy ra và thấy Gime đang đứng đó với Yugo nằm giữa đống máu. Cô tấn công Gime, hắn rút một con dao hai lưỡi nhưng Gally may mắn đỡ lại. Khi Gime sẵn sàng kết liễu cô, cô đã dùng tay sạc điện của mình nắm vào con dao. Một tia sét từ trời bị hút bởi Gally đánh xuống Gime, thiêu chết hắn. Khi đang hấp hối và không biết cách nào cứu Yugo, Chiren xuất hiện.
Gally sau đó đi đến nhà Ido với cơ thể và đầu của Yugo, cô cầu xin ông cứu Yugo. Sau khi ghép thành công đầu của Yugo lên một cơ thể người máy, Ido đã giải thích có một lượng máu đã truyền vào đầu Yugo để giữ cho bộ não khỏi thiếu máu. Gally tiết lộ Chiren là người làm điều này, Ido ngạc nhiên.
Quay trở lại Vector, Chiren nói với hắn rằng Yugo đã bị giết bởi một chiến binh và cô không tìm thấy Gally. Khi Chiren chuẩn bị rời đi, Vector nói với cô rằng giờ hắn sẽ gửi cô đến Zalem.
Khi Yugo nằm trên bàn mổ, anh ta tình cờ nghe được Ido nói với Gally rằng ý tưởng lên Zalem là một lời bịa đặt vì không ai có thể lên đó, ông tiết lộ với cô ông từng là một công dân cũ của Zalem. Anh tỉnh dậy phản đối điều đó và trốn thoát phòng phẫu thuật, Gally đuổi theo.
Tới văn phòng, Ido đối mặt với Vector về việc nói dối  Yugo khiến cậu suýt chết. Ông thấy một chiếc bông tai rớt ra, và cũng thấy các bộ phận cơ thể của Chiren được bảo quản trong hộp. Bỗng Zahriki xuất hiện và tấn công Ido, ông hạ Zahriki bằng cách tách thân hắn thành hai mảnh với cây búa năng lượng, một phần tay của Zahriki bay vào và đâm chết Vector.
Ở phía trên thành phố, Yugo đã bắt đầu đi trên một ống của Factory về phía Zalem. Trong niềm vui sướng, một chiếc vòng nhọn hoắt rơi xuống ống, cậu tránh được nhưng đôi chân cậu bị cắt buộc phải cậu bò bằng hai tay. Gally đến đuôi ống và chuẩn bị đi theo Yugo.
Sau khi qua những đám mây, Yugo có thể thấy rõ Zalem trước mắy. Gally bắt kịp Yugo và cầu xin cậu trở về và nói rằng cô và cậu có thể sống cùng nhau dưới đây, nhưng Yugo từ chối sống tại bãi rác này. Yugo vẫn kiên quyết đến gần Zalem, lại một chiếc vòng rơi xuống ống, trúng phải và xé nát cơ thể cậu lên không trung. Gally bắt được cánh tay còn lại của cậu, tuy nhiên, cậu không thể giữ lâu và rơi xuống, trước khi có thể nói lời tạm biệt, để lại cho Gally cánh tay còn sót của Yugo.
Vào lúc hoàng hôn, Ido và Gally đang ở trong đống rác của Zalem. Họ đặt cánh tay Yugo và bông tai Chiren vào một khinh khí cầu và thả nó đi theo hướng Zalem.

## Nhạc phim

### Gunnm: Image Album
| STT | Tên nhạc              | Thể loại     | Thời lượng |
| --- | --------------------- | ------------ | ---------- |
| 1.  | "Rusty Angel"         | Vocal        | 4:19       |
| 2.  | "Absolute Miracle"    | Vocal        | 3:36       |
| 3.  | "Gunnm I"             | Instrumental | 3:14       |
| 4.  | "Aim"                 | Vocal        | 4:55       |
| 5.  | "Cyborg Mermaid"      | Vocal        | 5:13       |
| 6.  | "Dear Sweet Heart"    | Vocal        | 4:34       |
| 7.  | "Keep My Dream"       | Vocal        | 4:25       |
| 8.  | "Gunnm II"            | Instrumental | 3:59       |
| 9.  | "The One I Love"      | Vocal        | 5:32       |
| 10. | "Believe in the Fate" | Vocal        | 4:23       |

### Gunnm: Another Story
| STT | Tên nhạc                                          | Thể loại | Thời lượng |
| --- | ------------------------------------------------- | -------- | ---------- |
| 1.  | "Satsuriku no Enjeru (Angel of Massacre) Part I"  | Drama    | 8:39       |
| 2.  | "Believe in the Fate"                             | Vocal    | 4:24       |
| 3.  | "Satsuriku no Enjeru (Angel of Massacre) Part II" | Drama    | 13:18      |
| 4.  | "Cyborg Mermaid"                                  | Vocal    | 5:12       |
| 5.  | "Ido's Theme"                                     | BGM      | 1:41       |
| 6.  | "Infinity"                                        | BGM      | 1:54       |
| 7.  | "Joh's Bar"                                       | BGM      | 1:36       |
| 8.  | "Gally's Theme"                                   | BGM      | 1:31       |
| 9.  | "Scrap Iron"                                      | BGM      | 1:14       |
| 10. | "Action"                                          | Choral   | 2:05       |